# Nevelsk
Huyện Nevelsk (tiếng Nga: ? райо́н) là một huyện hành chính tự quản (raion), của Tỉnh Sakhalin, Nga. Huyện có diện tích 3 km², dân số thời điểm ngày 1 tháng 1 năm 2000 là 20600 người. Trung tâm của huyện đóng ở Nevel'sk.